# Léa Labrousse
Léa Labrousse (Beaumont, 6 de abril de 1997) es una deportista francesa que compite en gimnasia en la modalidad de trampolín.
Ganó dos medallas de plata en el Campeonato Mundial de Gimnasia en Trampolín, en los años 2022 y 2023, y ocho medallas en el Campeonato Europeo de Gimnasia en Trampolín entre los años 2016 y 2024.
En los Juegos Europeos de Minsk 2019 obtuvo una medalla de oro en la prueba individual.

## Palmarés internacional
| Campeonato Mundial | Campeonato Mundial       | Campeonato Mundial | Campeonato Mundial |
| Año                | Lugar                    | Medalla            | Prueba             |
| ------------------ | ------------------------ | ------------------ | ------------------ |
| 2022               | Sofía (Bulgaria)         | Medalla de plata   | Sincronizado       |
| 2023               | Birmingham (Reino Unido) | Medalla de plata   | Equipo             |
| Juegos Europeos    |                          |                    |                    |
| Año                | Lugar                    | Medalla            | Prueba             |
| 2019               | Minsk (Bielorrusia)      | Medalla de oro     | Individual         |
| Campeonato Europeo |                          |                    |                    |
| Año                | Lugar                    | Medalla            | Prueba             |
| 2016               | Valladolid (España)      | Medalla de oro     | Sincronizado       |
| 2018               | Bakú (Azerbaiyán)        | Medalla de plata   | Equipo             |
| 2021               | Sochi (Rusia)            | Medalla de plata   | Individual         |
| 2021               | Sochi (Rusia)            | Medalla de bronce  | Equipo             |
| 2022               | Rímini (Italia)          | Medalla de oro     | Individual         |
| 2024               | Guimarães (Portugal)     | Medalla de oro     | Equipo             |
| 2024               | Guimarães (Portugal)     | Medalla de plata   | Individual         |
| 2024               | Guimarães (Portugal)     | Medalla de plata   | Sincronizado       |